# Saison 3 de Blacklist
Chronologie
Saison 2 Saison 4
Cet article présente le guide des épisodes de la troisième saison de la série télévisée américaine Blacklist.

## Généralités
À la mi-novembre 2015, Megan Boone révèle qu'elle est enceinte depuis trois mois. La production confirme que les 22 épisodes commandés seront produits, mais n'a pas confirmé si Elizabeth sera absente ou la grossesse sera intégrée dans la série. Fin décembre 2015, Jon Bokenkamp annonce que la grossesse de l'actrice sera intégrée à l'intrigue de la série.

## Synopsis
Raymond « Red » Reddington, l’un des fugitifs les plus recherchés par le FBI, travaille en collaboration avec ces derniers et Elizabeth Keen, une profileuse inexpérimentée, pour faire tomber des criminels issus de la "liste noire", une liste de criminels et terroristes qu'il croit introuvables par le FBI.
Raymond Reddington décide de mettre tout en œuvre pour faire innocenter Elizabeth Keen, qui se retrouve traquée par ses collègues après que la Cabale l'a fait accuser d'actes terroristes et après avoir abattu le procureur Connolly, membre de la Cabale. Parallèlement, Cooper et Tom s'entraident pour retrouver le véritable coupable des crimes dont est accusé Liz.

## Distribution

### Acteurs principaux
- James Spader (VF : Pierre-François Pistorio) : Raymond « Red » Reddington
- Megan Boone (VF : Laura Blanc) : Elizabeth Keen, profileuse du FBI (épisodes 1 à 18 et 23)
- Diego Klattenhoff (VF : Alexandre Gillet) : Donald Ressler, Agent du FBI
- Ryan Eggold (VF : Patrick Mancini) : Tom Keen
- Harry Lennix (VF : Thierry Desroses) : Harold Cooper, directeur adjoint du FBI à l'antiterrorisme
- Amir Arison (VF : Laurent Larcher) : Aram Mojtabai, informaticien du FBI
- Mozhan Marnò (VF : Anne Dolan) : Samar Navabi
- Hisham Tawfiq (VF : Frantz Confiac) : Dembe Zuma, garde du corps de Reddington[3]

### Acteurs récurrents et invités
- Susan Blommaert (VF : Annie le Youdec) : M. Kate Kaplan
- Valarie Pettiford (VF : Brigitte Berges) : Charlene Cooper
- David Strathairn (VF : Guy Chapelier) : Peter Kostiopoulos, le directeur (épisodes 1, 5 à 7, 9 et 10)
- Adriane Lenox (en) (VF : Françoise Vallon) : la procureur Reven Wright (épisodes 1, 2, 5, 7 et 8)
- Edi Gathegi (VF : Jean-Baptiste Anoumon) : Matias Solomon[4]
- Fisher Stevens (VF : Nicolas Marié) : Marvin Gerard (épisodes 2, 6 et 10)
- Paul Reubens (VF : Bernard Bollet) : M. Vargas (épisodes 3 à 5)
- Clark Middleton (VF : Jean-François Vlérick) : Glenn Carter (épisodes 3 et 14)
- Ned Van Zandt (VF : Christian Gonon) : Leonard Caul (épisode 4)
- Christina Cole (VF : Sybille Tureau) : Alice (épisode 4)
- Peter Vack (VF : Gauthier Battoue) : Asher Sutton (épisodes 4 à 6)
- Conor Leslie : Gwen Hollander, petite amie d'Asher Sutton (épisodes 5 et 6)
- Christine Lahti (VF : Pauline Larrieu) : Laurel Hitchin (épisodes 5 à 10)
- Andrew Divoff (VF : Patrick Raynal) : Karakurt (épisodes 6 à 10)
- Deirdre Lovejoy (VF : Danièle Douet) : Cynthia Panabaker (épisodes 9, 16 et 20)
- Tony Plana (VF : Jean-Bernard Guillard) : M. Diaz (épisodes 9 et 10)
- Tony Shalhoub (VF : Michel Papineschi) : Alistair Pitt[5] (épisode 13)
- Margarita Levieva (VF : Barbara Delsol) : Gina Zanetakos[6] (épisodes 13, 14, 16 et 17)
- Celia Weston : Lady Ambrosia (épisode 14)
- Leslie Jones (VF : Isabelle Leprince) : femme jaseuse[7] (épisode 14)
- Tawny Cypress (VF : Sophie Riffont) : Nez Rowan (épisodes 17, 20 à 22)
- Famke Janssen (VF : Juliette Degenne) : Susan Hargrave[8] (épisodes 20, 21 et 22)
- Ulrich Thomsen (VF : Yann Guillemot) : Alexander Kirk[9] (épisodes 22 et 23)

## Épisodes

### Épisode 1:Le Désinformateur
- États-Unis /  Canada : 1er octobre 2015 sur NBC[10] / Global
- Belgique : 5 juillet 2016 sur RTL-TVI[11]
- France : 13 juillet 2016 sur TF1[11]
- Québec : septembre 2016 sur TVA[12]
- Suisse : 21 juillet 2017 sur RTS Deux

- États-Unis : 7,76 millions de téléspectateurs[13] (première diffusion)
- Canada : 1,793 million de téléspectateurs[14] (première diffusion + différé 7 jours)
- France : 2,65 millions de téléspectateurs[15] (première diffusion)

Aaron Yoo (Bo Chang / The Troll Farmer)
Traquée par le FBI après être devenu le bouc émissaire de la Cabale concernant les meurtres de 14 agents de la CIA ainsi que de celui d'un Sénateur des États-Unis et avoir abattu le Procureur Général Tom Connolly, Liz, devenue l'une des fugitives les plus recherchées, se retrouve contrainte de fuir avec Red, qui tend la main à ses contacts afin de les aider à s'échapper de la ville. Il fait appel au Désinformateur, un nom de la liste noire, qui doit mettre un plan en exécution, obligeant les fugitifs à se planquer durant une semaine dans la cache secret d'un bar. Ressler, devenu chef de la Task Force par intérim, interroge Cooper sur les derniers allées et venues de Liz, et met tout en œuvre pour la retrouver. Prévenu de l'emplacement de Red et Liz, Ressler tente vainement de les capturer. Les fugitifs doivent modifier le plan, en contraignant le Désinformateur à les aider en avance. Alors que Red est parvenu à s'échapper de la ville, Liz, séparée de ce dernier, est repérée et est forcée de se réfugier à l'ambassade de Russie en prétendant être une espionne pour le FSB.
- Le nom du Directeur, Peter Kostiopoulos, est révélé lors de cet épisode.

### Épisode 2:Marvin Gerard
- États-Unis /  Canada : 8 octobre 2015 sur NBC / Global
- Belgique : 5 juillet 2016 sur RTL-TVI[11]
- France : 20 juillet 2016 sur TF1[11]
- Suisse : 21 juillet 2017 sur RTS Deux

- Histoire : J. R. Orci & Lukas Reiter
- Adaptation : Daniel Knauf, Brandon Sonnier et Brandon Margolis

- États-Unis : 7,02 millions de téléspectateurs[16] (première diffusion)
- Canada : 1,484 million de téléspectateurs[17] (première diffusion + différé 7 jours)
- France : 3,63 millions de téléspectateurs[18] (première diffusion)

Fisher Stevens (Marvin Gerard)
Liz s'est réfugiée à l'ambassade de Russie sous le nom de Masha Rostova afin d'échapper à Ressler et au FBI, qui se sont positionnées devant l'entrée du bâtiment et demande l'immunité diplomatique en échange d'informations sur la Cabale. L'organisation criminelle utilise cette occasion comme moyen de la tuer, mais Reddington, ne tardant pas à apprendre que celle-ci va être transférée à Moscou, comprend qu'il s'agit d'un piège et avertit Ressler, qui arrête le convoi qui l'emmène vers la capitale russe, ce qui permet à Liz de s'échapper et de retrouver Reddington dans un restaurant. Ils improvisent une prise d'otages lorsque Ressler et son équipe débarquent. Red exige la libération de son ami Marvin Gerard, un avocat radié du barreau et qui purge une peine de prison, qui va aider Red à décoder le Fulcrum et exposer la Cabale. La prise d'otages permet en fait à Gerard de s'évader du restaurant, qui s'avère être un lieu servant de contrebande, ce qui permet à Liz, Reddington et Gerard à fuir l'établissement. Au même moment, Harold Cooper est contraint de démissionner de son poste de directeur de la Task Force, en raison de son implication dans le meurtre de Connelly qui reste à déterminer, ce qui l'oblige à accepter un poste subalterne. Solomon séquestre toujours Dembe afin d'obtenir des informations sur les allées et venues de Reddington.

### Épisode 3:Eli Matchett
- États-Unis /  Canada : 15 octobre 2015 sur NBC / Global
- Belgique : 12 juillet 2016 sur RTL-TVI[11]
- France : 20 juillet 2016 sur TF1[11]
- Suisse : 28 juillet 2017 sur RTS Deux[19]

- États-Unis : 6,93 millions de téléspectateurs[20] (première diffusion)
- Canada : 1,503 million de téléspectateurs[21] (première diffusion + différé 7 jours)
- France : 3,28 millions de téléspectateurs[18] (première diffusion)

- Don Harvey (Eli Matchett)
- Clark Middleton (Glen Carter)
- Paul Reubens (Mr. Vargas)
- Cindy Katz (Susan Hanover)

La rencontre entre Tom et Ressler tourne court, ne se faisant pas suffisamment confiance l'un envers l'autre. Alors qu'ils prévoyaient de fuir le pays pour l'Espagne, Red et Liz débarquent en Iowa afin de trouver un moyen de pression envers la Cabale en contrecarrant les plans de Verdiant, entreprise agricole spécialisée dans les OGM, dont la Cabale se sert pour blanchir de l'argent. Mais un groupe mené par Eli Matchett, un ancien agriculteur spolié par Verdiant, vole des données confidentielles de l'entreprise afin de créer un virus afin de détruire les cultures de semence de l'entreprise, doublant et tuant ses complices qui pensaient que les données seraient révélées au grand public afin de ruiner Verdiant. Mais Matchett est manipulé par la directrice de Verdiant, membre de la Cabale, car elle peut créer un antidote pouvant lui rapporter des millions de dollars. Parallèlement, Ressler et Samar remontent la piste des deux fugitifs après un appel de Liz, qui a blessé un policier sous couverture qui l'avait repéré avec Red et emmené ce dernier à l'hôpital, qui parviennent malgré tout à leur échapper, ainsi que celle de Matchett, qui est arrêté par Ressler et Samar avant qu'il ne propage le virus. Liz envoie par fax les infos concernant Verdiant, tandis que Red envoie à la directrice de Verdiant un message à Kotsiopulos.

### Épisode 4:Le Djinn
- États-Unis /  Canada : 22 octobre 2015 sur NBC / Global
- Belgique : 12 juillet 2016 sur RTL-TVI[11]
- France : 20 juillet 2016 sur TF1[11]
- Suisse : 28 juillet 2017 sur RTS Deux

- États-Unis : 6,68 millions de téléspectateurs[22] (première diffusion)
- Canada : 1,565 million de téléspectateurs[23] (première diffusion + différé 7 jours)
- France : 2,87 millions de téléspectateurs[18] (première diffusion)

- Christina Cole (Alice)
- Christine Tawfik (Nasim / Nasir Bakhash)
- Ned Van Zandt (Leonard Caul)
- Peter Vack (Asher Sutton)
- David Diaan (Bahram Bakhash)

Red, provisoirement réfugié avec Liz dans l'appartement d'Aram, fait appel à Leonard Caul pour retrouver Dembe et demande à Aram l'aide du FBI afin de pister Le Djinn, une femme qui aide à satisfaire les fantasmes de vengeance et qui pourrait les mener à la Cabale en obtenant un carnet contenant des noms des clients. Samar fait une connexion avec Bahram Bakhash, un PDG d'un groupe financier enlevé. Avec Red, Liz met au point un rendez-vous avec le Djinn, mais leur rencontre tourne court, ne croyant pas à sa motivation de vengeance. Liz en profite pour placer un mouchard sous la chaussure de cette dernière, qui les conduit à la découverte de sa nouvelle identité : elle s'avère qu'elle n'est pas le véritable Djinn, mais qu'elle est son intermédiaire. Le Djinn se révèle être la fille de Bakhash, en vérité le fils car le père l'a fait chirurgicalement changer de sexe après avoir découvert son homosexualité, qui a décidé de se venger. Le FBI retrouve la trace de Bakhash et se rend chez sa fille, où se trouvent également Red et Liz. Red et Liz sont prêts à s'enfuir en hélicoptère avec la fille Bakhash en échange du registre des clients, mais Red arrache une page du registre et décide de la laisser se faire arrêter par le FBI.

### Épisode 5:Arioch Cain
- États-Unis /  Canada : 29 octobre 2015 sur NBC / Global
- Belgique : 19 juillet 2016 sur RTL-TVI
- France : 27 juillet 2016 sur TF1[11]
- Suisse : 29 juillet 2017 sur RTS Deux

- États-Unis : 7,03 millions de téléspectateurs[24] (première diffusion)
- Canada : 1,832 million de téléspectateurs[25] (première diffusion + différé 7 jours)
- France : 3,45 millions de téléspectateurs[26] (première diffusion)

- David Strathairn (Peter Kostiopoulos, le directeur)
- Christine Lahti (Lauren Hitchin)
- Edi Gathegi (Mathias Solomon)
- Adriane Lenox (Reven Wright)
- Paul Reubens (M. Vargas)
- Susan Blommaert (M. Kaplan)
- Peter Vack (Asher Sutton)
- Conor Leslie (Gwen Hollander)

Alors que Liz apprend qu'une commission présidentielle a été commandée pour une enquête qui pourrait la blanchir, Red débarque et lui annonce qu'un redoutable assassin justicier, surnommé le « Wendigo », ait Liz dans sa ligne de mire, et décide de la mettre dans une voiture, tandis qu'il tente de retrouver Dembe. Mais les deux hommes de Red venus chercher Liz sont abattus par le « Wendigo », qui a retrouvé sa trace. Mais Liz parvient à s'enfuir. Ayant eu vent de la fusillade, Red appelle Aram pour avoir des nouvelles de Liz, ce dernier lui annonce qu'elle est en fuite. Sur place, Samar retrouve une douille numérotée. Ils ne tardent pas à comprendre que la tête de Liz est mise à prix sur le net. Red demande alors l'aide du FBI pour l'aider à protéger la jeune femme. Aram traque le webmaster servant d'intermédiaire avec celui qui a ordonné le contrat, qui lui apprend qu'ils ont besoin du créateur du message, un certain Arioch Cain, pour supprimer le contrat. Au même moment, Ressler témoigne à une audience de la commission présidée par Lauren Hitchin et se retrouve contraint de collaborer avec Peter Kotsiopoulous. Tom, quant à lui, s'est rapproché d'Asher Sutton, qui l'a invité à sa fête de fiançailles. Il découvre que Sutton se fait extorquer de l'argent par un gangster russe, Sarkissian.
Après avoir retrouvé le « Wendigo », qui est tué au cours de l'affrontement, Red et Liz se rendent dans un parc où ils pensent attendre Dembe, après avoir pris contact avec le numéro de téléphone des petites annonces, mais c'est Vargas qui débarque et annonce la mort de Dembe, soi-disant tué par Solomon et ses hommes. Vargas va le mener tout droit dans un piège. Dans un aéroport privé, les deux fugitifs sont pris en embuscade par Solomon, contacté par Vargas, et ses sbires. Alors que Solomon s'apprête à tuer Liz, Dembe, qui n'est que blessé par balles, débarque et tue les hommes de Solomon, qui, lui, est parvenu à fuir. Red abat Vargas par balles. Alors que Dembe est emmené à l'hôpital et ayant appris par Aram que le message sera supprimé que si la mort de Liz est confirmée, Red fait appel aux services de Kaplan afin de faire croire que cette dernière est morte, tuée par le « Wendigo », et qu'il soit confirmée dans les journaux. L'annonce de la fausse mort de Liz permet de retrouver Arioch Cain, qui s'avère être la fille d'une des victimes de l'attentat de l'OREA. La jeune fille efface le message et Liz lui promet de retrouver les véritables coupables.
- Première apparition de Lauren Hitchin (Christine Lahti) dans la série.

### Épisode 6:Sir Crispin Crandall
- États-Unis /  Canada : 5 novembre 2015 sur NBC / Global
- Belgique : 19 juillet 2016 sur RTL-TVI
- France : 27 juillet 2016 sur TF1[11]
- Suisse : 4 août 2017 sur RTS Deux

- États-Unis : 6,44 millions de téléspectateurs[27] (première diffusion)
- Canada : 1,607 million de téléspectateurs[28] (première diffusion + différé 7 jours)
- France : 3,07 millions de téléspectateurs[26] (première diffusion)

- Harris Yulin (Sir Crispin Crandall)
- Fisher Stevens (Marvin Gerard)
- David Strathairn (Peter Kotsiopoulos, le « Directeur »)
- Christine Lahti (Lauren Hitchin)
- Edi Gathegi (Mathias Solomon)
- Peter Vack (Asher Sutton)
- Conor Leslie (Gwen Hollander)
- Andrew Divoff (Karakurt)

Reddington est à la recherche d'Andras Halmi, homme de confiance de Kotsiopoulos, qui est porté disparu, et fait appel à Ressler, Navabi et Aram lorsqu'il semble que plusieurs personnes les plus intelligentes du monde ont été enlevées depuis six mois, dont Halmi. Il leur demande de l'aide sans alerter le « directeur », qui exige un briefing sur les affaires liées à Red et Liz. Kotsiopoulos apprend que Halmi est retenu captif par Sir Crispin Crandall, un milliardaire vivant reclus dans son jet privé qui lui sert de laboratoire de cryogénie sophistiquée qui n’atterrit presque jamais. Le FBI retrouve la trace de Crandall, qui a besoin de se ravitailler en essence. Red, qui l'a également retrouvé, arrive avant les fédéraux, mais Solomon, envoyé par Kotsiopoulos, débarque. Red a le temps de tuer Crandall et de couper les pouces d'Halmi, cryogénisé, avant de prendre la fuite avec Liz, qui l'accompagne. Red utilise les pouces pour ouvrir la serrure biométrique d'un coffre-fort particulier à la Canadienne Nord Banque, qui contient les millions de dollars du « Directeur » volés à la Cabale pour le cas où il devrait fuir. Red l'appelle afin de le convaincre d'innocenter Liz.

### Épisode 7:Zal Bin Hasaan
- États-Unis /  Canada : 12 novembre 2015 sur NBC / Global
- Belgique : 26 juillet 2016 sur RTL-TVI
- France : 27 juillet 2016 sur TF1[11]
- Suisse : 4 août 2017 sur RTS Deux

- États-Unis : 6,75 millions de téléspectateurs[29] (première diffusion)
- Canada : 1,49 million de téléspectateurs[30] (première diffusion + différé 7 jours)
- France : 2,61 millions de téléspectateurs[26] (première diffusion)

- David Strathairn (Peter Kostiopoulos)
- Oded Fehr (Levi Shur)
- Christine Lahti (Lauren Hitchin)
- Edi Gathegi (Mathias Solomon)
- Valarie Pettiford (Charlene Cooper)
- Sammy Sheik (Shahin Navabi)
- Andrew Divoff (Karakurt)

Afin d'obtenir une entrevue avec une personne, Red lance la Task Force sur la trace de Zal Bin Hassan, un terroriste iranien qui a enlevé des ingénieurs militaires et qui est responsable de l'attentat qui a tué le frère de Samar six ans auparavant. Red appelle Samar afin de l'aider et cette dernière demande l'aide au Mossad afin d'informer un ancien collègue et amant, Levi Shur. Au cours d'une opération où le FBI et le Mossad retrouvent les otages, Samar découvre que son frère Shahin est encore vivant et qu'il est retenu prisonnier. Mais Shahin est en réalité Hassan qui se sert de cette « libération » pour piéger les meilleurs agents israéliens. Pris en otage par Shahin, Samar est délivrée par Reddington, qui capture Shahin et laisse le choix à Samar de l'avenir de son frère. Cette dernière le laisse entre les mains de Reddington, qui le livre à l'intermédiaire pour avoir son entrevue.

### Épisode 8:Les Rois de la route
- États-Unis /  Canada : 19 novembre 2015 sur NBC / Global
- Belgique : 26 juillet 2016 sur RTL-TVI
- France : 3 août 2016 sur TF1[11]
- Suisse : 5 août 2017 sur RTS Deux

- États-Unis : 6,91 millions de téléspectateurs[31] (première diffusion)
- Canada : 1,795 million de téléspectateurs[32] (première diffusion + différé 7 jours)
- France : 3,68 millions de téléspectateurs[33] (première diffusion)

- Christine Lahti (Lauren Hitchin)
- Adriane Lenox (Reven Wright)
- Edi Gathegi (Mathias Solomon)
- Valarie Pettiford (Charlene Cooper)
- Andrew Divoff (Karakurt)
- Marcus Hester (Cash)
- Luke Robertson (Pablo)
- Kieran Mulcare (T-Bone)
- Danielle Burgess (Jilly)
- Joe Tippett (Jasper)

Alors que Reddington et Liz sont en route pour rejoindre Dembe, qui doit prendre livraison d'un paquet essentiel pour innocenter Liz dans une librairie, les deux fugitifs se rendent dans une station-service pour faire le plein d'essence. Après être allée se rafraîchir, Liz aperçoit que Red a disparu. Paniquée, elle contacte Samar afin de localiser discrètement le portable de Reddington. Se trouvant dans l'appartement de Ressler après avoir passé la nuit ensemble, Samar utilise l'ordinateur portable de ce dernier pendant qu'il se trouve dans la salle de bains. Au Post Office, Ressler se doute de quelque chose quand il voit qu'une recherche a été faite sur son ordinateur et demande à Aram de trouver celui qui l'a utilisé. Samar avoue à Aram que c'est elle qui l'a utilisé afin de localiser Reddington. Aram comprend alors que Samar et Ressler ont couché ensemble, puis finit par révéler à Ressler que c'est Samar qui a cherché des informations sur l'ordinateur. En colère, Ressler renvoie Samar.
Il fait part de cette trahison à Reven Wright, lui raconte une histoire à propos de son père, ancien flic trahi par son coéquipier et mort pour ses principes et que Ressler veut défendre les siens. Pendant ce temps, le gang a découvert la vraie identité de son prisonnier qui réclame une rançon. Parallèlement, Tom et Cooper prennent la fuite avec Karakurt et Charlene lorsque Solomon et ses hommes ont retrouvé leurs traces. Ils se réfugient dans un chalet appartenant au voisin des Cooper, qui se révèle être l'amant de Charlene. Wright se rend chez Lauren Hitchin afin d'obtenir des informations sur Solomon, qui a bossé pour son département. Hitchin sort une arme et abat Wright, qui lui dit le nom du coéquipier du père de Ressler, Tommy Markin, avant de succomber à ses blessures.
- Dernier épisode avant la pause des fêtes.
- La scène où Ressler raconte l'histoire de son père tué par son collègue Tommy Markin et celle où Wright est assassinée par Hitchin en disant le nom de Markin avant de succomber à ses blessures semblent être une référence au film L.A. Confidential, dans lequel le personnage de Guy Pearce raconte l'histoire de son père tué par un inconnu surnommé Rollo Tomasi dans une scène et une autre scène dans lequel le personnage de Kevin Spacey est abattu par balles en disant le nom de Rollo Tomasi avant de mourir[34]. De plus, David Strathairn, qui joue le Directeur, a fait partie du casting de L.A. Confidential.

### Épisode 9:Le Directeur,1repartie
- États-Unis /  Canada : 7 janvier 2016 sur NBC[35] / Global
- Belgique : 2 août 2016 sur RTL-TVI
- France : 3 août 2016 sur TF1[11]
- Suisse : 11 août 2017 sur RTS Deux

- États-Unis : 7,52 millions de téléspectateurs[36] (première diffusion)
- Canada : 1,82 million de téléspectateurs[37] (première diffusion + différé 7 jours)
- France : 3,22 millions de téléspectateurs[33] (première diffusion)

- David Strathairn (le Directeur)
- Edi Gathegi (Mathias Solomon)
- Valarie Pettiford (Charlene Cooper)
- Tony Plana (Mr. Diaz)
- Deirdre Lovejoy (Cynthia Panabaker)
- Andrew Divoff (Karakurt)
- Dan Domingues (Rafael Gallejo)

Ressler a réussi à mettre la main sur Liz et la conduit sous haute escorte vers Washington afin qu'elle soit interrogée à huis clos par un juge fédéral. Red, qui a réussi à fuir après la capture de la jeune femme, prévient Ressler et Aram des intentions de la Cabale afin de l'assassiner avant son transfert au tribunal et leur demande à tout prix de protéger Liz le temps de mettre au point un plan afin de récupérer la mallette que Dembe a obtenue à la librairie, embarquée par le FBI comme pièce à conviction. Red et Samar créent une fausse scène de crime afin que les fédéraux chargés des scellés débarquent pour reprendre la mallette, ce que fait discrètement l'ex-agent du Mossad. Au même moment, Hitchin demande au Directeur d'utiliser sa position pour éliminer Liz, prétextant vouloir l'interroger et l'emmener dans une prison de la CIA. Ressler s'y oppose et, tentant vainement de joindre Wright, fait part de ses inquiétudes à Hitchin et révèle l'endroit où se trouve Karakurt mais découvre qu'elle fait partie de la Cabale lorsqu'elle prononce le nom de Tommy Markin, que seule Wright connaissait. Le Directeur comprend qu'Aram a changé le code de la « boîte » où est gardée Liz et décide de mélanger de l'azote à l'oxygène de la cellule. Le découvrant, Aram, sous la contrainte, donne le nouveau code. Alors que Liz est sur le point de suffoquer, Aram parvient à la réanimer, sauvant ainsi la jeune femme.
- Les plaques contenues dans la mallette font référence au huitième épisode de la première saison, Général Ludd.
- Tout comme dans l'épisode précédent, une scène de la série semble être une référence au film L.A. Confidential quand Hitchin dit le nom de Tommy Markin à Ressler.

### Épisode 10:Le Directeur,2epartie
- États-Unis /  Canada : 14 janvier 2016 sur NBC / Global
- Belgique : 2 août 2016 sur RTL-TVI
- France : 10 août 2016 sur TF1[11]
- Suisse : 12 août 2017 sur RTS Deux

- États-Unis : 7,47 millions de téléspectateurs[38] (première diffusion)
- Canada : 1,823 million de téléspectateurs[39] (première diffusion + différé 7 jours)
- France : 3,42 millions de téléspectateurs[40] (première diffusion)

- David Strathairn (Peter Kostiopoulos, le Directeur)
- Christine Lahti (Laurel Hitchin)
- Fisher Stevens (Marvin Gerard)
- Charlayne Woodard (Allison Gaines)
- Susan Blommaert (Mr. Kaplan)
- Tony Plana (Mr. Diaz)
- Andrew Divoff (Karakurt)
- Bazzel Baz (Baz)
- Kathleen McNenny (Lynda Kostiopoulos)
- Tibor Feldman (le juge Trotter)
- Michael Maize (Iverson)

Reddington réunit secrètement son équipe ainsi qu'Aram, Cooper, Samar et Marvin Gerard et leur explique que les derniers noms de la Blacklist ont un lien avec le plan qui consiste à faire innocenter Liz. Ressler escorte la jeune femme, inquiète, jusqu'à Fort Meade et la rassure quand il lui parle du plan de Reddington et qu'en attendant, il la protégerait en restant auprès d'elle. Au même moment, Tom, toujours sur son bateau en compagnie de Karakurt, attend l'appel qui lui permettra d'intervenir. Le terroriste menace de ne plus témoigner, mais Tom s'en prendra à sa sœur s'il se rétracte. Liz arrive à Fort Meade et est placée en cellule en attendant son procès, tandis que Kostiopoulos et Hitchin cherchent un moyen de l'atteindre avant qu'elle ne témoigne. Hitchin a un plan et engage un US Marshal, Iverson, pour éliminer Liz durant son transfert.
De son côté, Red met son plan à exécution en faisant construire une réplique du bureau du thérapeute de l'épouse de Kostiopoulos, sujette à des crises d'angoisses, deux étages plus haut de celui du bureau afin de piéger le Directeur. Avec l'aide d'Aram, il trompe les gardes en faisant monter l'ascenseur au huitième étage, alors qu'il est indiqué le sixième sur les panneaux. Samar et Cooper, quant à eux, droguent discrètement l'épouse de Kostiopoulos, Lynda, qui commence à avoir une crise d'angoisse. Craignant cette perspective, Lynda appelle son époux, qui débarque dans l'immeuble où se trouve le thérapeute. Le plan de Red fonctionne quand Kostiopoulos arrive au huitième étage dans le faux bureau et l'enlèvent en le droguant au propofol au nez et à la barbe de ses gardes en se faisant passer pour une équipe médico-légale. Ressler reçoit un message l'informant qu'il faut agir et contacte Tom, qui amène Karakurt au tribunal devant une horde de journalistes, tandis que Ressler l'emmène et déclare aux journalistes qu'il est soupçonné d'être le responsable de l'attentat dont Liz est accusé. Kostiopoulos se réveille dans l'avion du président vénézuélien, où Diaz l'informe de son état d'arrestation pour crimes de guerre et crimes contre l'humanité et du fait qu'il sera jugé au tribunal de La Haye. Reddington, également présent, appelle Hitchin pour la prévenir qu'ils se rendent à La Haye sauf si elle innocente Liz. D'abord réticente, Hitchin accepte quand elle voit l'arrestation de Karakurt à la télé puis prévient Ressler d'arrêter le transfert. Iverson sort son arme et tente de tirer sur Liz mais la manque. Le marshall est arrêté. Marvin Gerard débarque au bureau d'Hitchin et lui propose un accord écrit avec presque toutes les requêtes que Red a demandées. L'accord se conclut au téléphone et Hitchin demande à Red se débarrasser de Kostiopoulos, devenu gênant pour la Cabale.
- Dernière apparition de Peter Kostiopoulos, alias « Le Directeur ».

### Épisode 11:M.Gregory Devry
- États-Unis /  Canada : 21 janvier 2016 sur NBC / Global
- France : 10 août 2016 sur TF1[11]
- Québec : 6 janvier 2017 sur TVA
- Suisse : 18 août 2017 sur RTS Deux

- États-Unis : 7,42 millions de téléspectateurs[41] (première diffusion)
- Canada : 1,821 million de téléspectateurs[42] (première diffusion + différé 7 jours)
- France : 3,1 millions de téléspectateurs[40] (première diffusion)

- Jake Weber (Gregory Devry)
- Susan Blommaert (Mr. Kaplan)
- Marsha Stephanie Blake (Janet MacNamara)
- Vincenzo Amato (Marcus)
- Lisa Tharps (Barbara)
- Kristian Nekrasov (Dmitri Sarkovski)

Alors que Kaplan et son équipe constituée de trois de ses femmes de ménage débutent le nettoyage d'une scène de crime de Red, une équipe de tueurs de Marcus Caligiuri débarque et assassine les trois femmes et laisse la vie sauve à Kaplan dans le seul but de délivrer un avertissement à Reddington, dont il connaît son lien avec le FBI, ce qui met en danger son empire criminel. Après avoir été définitivement innocentée, Liz tente de se réadapter à sa nouvelle vie en tant que consultante au sein de la Task Force : elle ne possède plus de permis de port d'armes et est contrainte de rester au bureau avec Aram, puis elle a également du mal à trouver un appartement.
Red contacte Liz pour lui parler d'une réunion annuelle d'une organisation criminelle nommé Shell Island et qui va être organisée d'ici peu. Bien qu'épuisée après les événements de ces trois derniers mois, Liz se laisse convaincre par Red, qui lui fournit des informations sur un des membres de Shell Island, dont l'arrestation signifierait la capture du reste du groupe, dont fait partie Caligiuri. Grâce aux informations de Red, la Task Force localise la cible et découvre dans sa maison des dossiers sur toutes leurs affaires passées et l'individu affirme être Reddington. Parallèlement, Liz rend visite à Tom sur son bateau et ce dernier en profite pour la demander à nouveau en mariage. Bien que n'acceptant pas l'offre, Liz ne dit pas non puis finit par faire l'amour avec Tom.
De retour au GQ, Liz rencontre l'autre Reddington qui lui dit qu'il sait tout sur la Liste noire et accuse Red d'être un imposteur. Il exige également de rencontrer celui qu'il accuse d'usurper son identité. Sceptique, la Task Force fait venir Red, qui accepte de lui parler au micro. L'autre Reddington tente de convaincre le FBI en leur prévenant qu'un cadre du FBI, Janet McNamara, va être enlevée afin de lui soutirer des informations sur les indics de l'agence. Ressler et Samar la retrouvent mais ne peuvent empêcher son rapt. L'autre Reddington informe l'équipe de la prochaine réunion de Shell Island en échange de sa liberté. L'équipe accepte à la condition qu'il porte un micro. Red se rend à la réunion, bien qu'ayant dit ne pas connaître le lieu, et est accusé par Caligiuri d'être un informateur pour le FBI et d'être responsable des arrestations ou morts de plusieurs des membres, en utilisant les propos de McNamara comme preuve jusqu'à ce que l'autre Reddington débarque. Red l'utilise en déclarant que ce dernier usurpe son identité afin de le discréditer et en convainc les membres de Shell Island en montrant les micros de l'autre Reddington, avant de l'abattre d'une balle dans le ventre après avoir dénoncé Caliguri comme le commanditaire. Red poignarde mortellement Caliguri, considéré comme un traître, non sans lui avoir avoué qu'il est bien un informateur pour le FBI. Red révèle à Liz que l'autre Reddington est en fait Gregory Devry, un de ses amis atteint d'un cancer de l'estomac en phase terminale qui s'est sacrifié pour l'aider en devenant un appât pour protéger sa réputation auprès de Shell Island en échange d'une mort rapide. Peu après, Red convoque Tom afin de le contraindre ne pas se remarier avec Liz.

### Épisode 12:La Vehme
- États-Unis /  Canada : 28 janvier 2016 sur NBC / Global
- Belgique : 9 août 2016 sur RTL-TVI[43]
- France : 10 août 2016 sur TF1[11]
- Québec : 13 janvier 2017 sur TVA
- Suisse : 18 août 2017 sur RTS Deux

- États-Unis : 7,16 millions de téléspectateurs[44] (première diffusion)
- Canada : 1,728 million de téléspectateurs[45] (première diffusion + différé 7 jours)
- France : 2,53 millions de téléspectateurs[40] (première diffusion)

- Anthony Carrigan (Harris Holt)
- Kevin Weisman (Jeffrey Maynard)
- David Pittu (James Wagner)
- Maury Ginsberg (Campbell Meyer)
- Michael Cullen (Cardinal Richards)
- Caitlin Mehner (Lisa Neil / Amy Dowd)
- Andrew Dolan (Gerald)
- Tim Barker (William Dowd)

Un homme, William Dowd, déguisé en clown pour une fête d'anniversaire est enlevé par un groupe de personnes en pleine route, avant d'être sauvagement torturé dans un lieu secret en étant tué avec du plomb fondu versé dans sa bouche. Le lendemain, Liz, en convalescence chez elle après son agression, se pose des questions sur l'avenir de l'enfant qu'elle porte avant que Tom ne débarque et lui parle qu'il convoite un poste d'enseignant à Boston et lui propose de l'emmener avec lui pour mener une vie normale. Au QG de la Task Force, Red averti l'équipe qu'un groupe appelé « La Vehme » utilise un ancien rituel datant du Moyen Âge afin de tuer les « pécheurs », dont un ancien associé de Red fait partie des victimes. Liz débarque, mais Red n'est pas franchement ravi que sa protégée reprenne le travail rapidement. Elle lui annonce qu'elle est enceinte, ce qu'il savait depuis longtemps en raison du comportement de la jeune femme. Red lui rappelle que leur combat n'est pas fini et que l'arrivée d'un bébé serait compliqué. Pendant ce temps-là, Navabi et Ressler, qui sont sous tension après que Ressler l'avait congédié avant que Navabi ne soit réintégrée, interrogent la veuve de Dowd et remarquent qu'ils n'ont pas de photos de leur fille, qu'ils recherchent. Ils l'a retrouvent et apprennent que son père était un pédophile.
De son côté, Liz retrouve Tom, qui a découvert la grossesse de cette dernière et veut garder l'enfant, alors que Liz songe à le faire adopter, car elle ne pourra jamais vivre une vie normale et que Reddington ne les laissera jamais tranquille. Au même moment, la « Vehme » enlèvent leur nouvelle victime, un psychiatre accusé d'attouchements sur des mineurs. Liz informe Red les victimes de la « Vehme » sont des pédophiles, mais Red est formel : son ancien associé ne l'était pas. Au même moment, Red, qui a retrouvé l'agresseur de Liz, se décide à l'abattre. Grâce à l'arme du crime, un objet datant du Moyen Âge, l'équipe du FBI retrouve la planque de la « Vehme » et arrête un de ses membres, un certain Harlan Holt et tué quelques autres qui tentaient de s'en prendre notamment à Navabi. Le légiste remarque que les membres défunts de la « Vehme » étaient tous émasculés.
La Task Force découvrent que les membres de la « Vehme » étaient tous des hommes condamnés pour des actes d'attouchements sur mineurs qui se repentent en tuant des pédophiles. Red, quant à lui, apprend par un associé que le cardinal Richards contrôle la « Vehme » et découvrent, tout comme Liz et Ressler par Holt, que toutes les victimes sont en réalité des blanchisseurs d'argent et qu'ils ont été manipulés par Richards. Ressler se rend dans un lycée pour retrouver une future victime de la « Vehme », mais lorsqu'il débarque, les membres du groupe d'auto-défense ont fui sans avoir accompli leur mission, car Richards les a rappelés après que Red l'ait convaincu de les mettre sur une autre piste. Samar et Liz ont la surprise de retrouver Red à l'église et leur annonce que l'affaire est réglée : il a révélé aux membres de la Vehme la supercherie en emmenant Richards pour se faire justice. Le corps de l’ecclésiastique est retrouvé mutilé quelques heures plus tard.
- L'épisode est déconseillé aux moins de 12 ans en France.
- Cet épisode marque le retour de Kevin Weisman dans le rôle du légiste, qui était apparu dans deux épisodes de la deuxième saison et l'apparition du chien qui joue Hudson, l'animal de compagnie des Keen, qui n'était plus apparu depuis le premier épisode de la deuxième saison.
- Dans la scène finale, Liz change de coiffure en adoptant une coupe mi-longue et en revenant à sa couleur de cheveux naturelle, le brun. En effet, depuis le premier épisode de la troisième saison, Liz arborait une chevelure longue, qu'elle avait teint en blond, afin d'échapper au FBI avant d'être innocentée au dixième épisode.

### Épisode 13:Alistair Pitt
- États-Unis /  Canada : 4 février 2016 sur NBC / Global
- Belgique : 9 août 2016 sur RTL-TVI[43]
- France : 17 août 2016 sur TF1
- Québec : 20 janvier 2017 sur TVA
- Suisse : 19 août 2017 sur RTS Deux

- États-Unis : 6,49 millions de téléspectateurs[46] (première diffusion)
- Canada : 1,525 million de téléspectateurs[47] (première diffusion + différé 7 jours)
- France : 3,33 millions de téléspectateurs[48] (première diffusion)

- Tony Shalhoub (Alistair Pitt)
- Margarita Levieva (Gina Zanetakos)
- Stephanie Szostak (Joséphine Marcus)
- Vincent Curatola (Danny Vacarro)
- Molly Price (Mariana Vacarro)
- Ronald Guttman (Mads Eriksson)
- Jake Robinson (Kristopher Eriksson)
- Quincy Tyler Bernstine (l'agent pour l'adoption)
- Joe Holt (l'agent de la DEA Gavin Tucker)

Dans un restaurant new-yorkais, une fusillade éclate entre deux fils de clans criminels rivaux, les Eriksson et les Vacarro, au cours duquel le fils Eriksson est gravement blessé. À l’hôpital où la famille est à son chevet, un homme débarque, Alistair Pitt, à la tête d’une organisation appelée Promnestria, qui trouve des ententes entre les criminels à son profit. Pitt propose au père de cesser cette guerre en lui suggérant un marché qui lui permettra de sauver ses autres fils. À Paris, Red retrouve une certaine Joséphine, dont il est amoureux, mais la jeune femme lui annonce qu'elle va prochainement se marier. À New York, Liz rencontre la personne chargée des adoptions et demande une adoption ouverte pour son bébé, afin d'avoir à l'avenir un contact avec l'enfant. De retour chez elle, Liz tombe sur Red qui lui parle du négociateur et de son plan d'unir deux clans rivaux, qui pourraient rivaliser avec les cartels mexicains sur le contrôle du trafic de drogue sur la Côte Est. Le FBI poursuit cet homme et fait équipe avec la DEA, qui les informe d'une rencontre dans un café entre les deux chefs de clan et Pitt. Plusieurs agents de la DEA et du FBI surveillent les lieux, tandis que Pitt coordonne l'entente entre les Eriksson et les Vacarro en arrangeant un mariage entre le plus jeune des fils Eriksson et la fille Vacarro et les convainc qu'il enverrait des hommes les éliminer en cas de rupture de cet accord.
Ayant besoin d'argent pour éloigner Liz de Reddington, Tom rencontre Gina Zanetakos pour lui demander son aide. D'abord réticente, Zanetakos accepte et l'enrôle dans un casse dans une bijouterie haut de gamme et très connue en volant des bijoux estimés à des millions de dollars. Le FBI a une photo du visage de Pitt, mais ne connait pas encore son identité. Liz demande à Red d'activer ses sources pour la trouver. Ressler et Navabi suivent Pitt à la trace, où il retrouve Eriksson qui accepte le deal. Le futur marié étant déjà fiancé à une autre femme, Pitt la fait tuer en rejetant la faute sur l’autre famille. Pour arrêter la violence, les enfants des deux familles acceptent de se marier. Le FBI, ne comprenant pas la raison de l'assassinat de la jeune fille, tente de localiser les lieux du mariage. Reddington se rend au mariage après avoir rendu service aux Eriksson. Aram réussit à identifier Pitt, qui permet à la Task Force de trouver les lieux. Alors que l'épouse Vaccaro est contre ce mariage arrangé, son mari lui explique que cette union n'est qu'un prétexte pour tuer les Eriksson.
Le FBI et la DEA sont en planque quand Red arrive et découvre grâce à Dembe les intentions de Vacarro. Red expose la vérité à propos du meurtre de la fiancée, forçant Pitt à se démasquer avant que le FBI n’arrive. Le FBI arrête tout le monde, excepté Pitt, emmené en France par Red. Pendant ce temps, Tom, Gina et son équipe passent à l'action et braquent la bijouterie après que Tom, grimé en agent du FBI, fait semblant d'arrêter Gina afin d'accéder à l'arrière-boutique. À Paris, Red reçoit un appel paniqué de Joséphine, son fiancé étant au courant de leur histoire et devenu fou. Arrivé chez elle, Red la découvre le visage tuméfié. Lorsque le fiancé s'avance vers lui, Red le tue de plusieurs balles. Il s'avère que l'affaire Pitt et le mariage de Joséphine ont un lien : des années plus tôt, Pitt avait arrangé un mariage de la même façon entre deux enfants de marchands d'armes rivaux, la future épouse étant Joséphine, mais le futur époux était un homme instable et violent. Reddington tue Pitt pour venger Joséphine. Liz a trouvé un couple voulant adopter son bébé à la condition que ce soit une adoption fermée sans possibilité pour Liz de voir son enfant.
- Cet épisode marque le retour de Gina Zanetakos, qui est apparue dans le sixième épisode de la première saison avant que son nom ne soit évoqué dans la fin de cette première saison sans qu'elle ne fasse d'apparition parce qu'elle s'était évadée.

### Épisode 14:Lady Ambroisie
- États-Unis /  Canada : 11 février 2016 sur NBC / Global
- Belgique : 9 août 2016 sur RTL-TVI[43]
- France : 17 août 2016 sur TF1
- Québec : 27 janvier 2017 sur TVA
- Suisse : 25 août 2017 sur RTS Deux

- États-Unis : 6,43 millions de téléspectateurs[49] (première diffusion)
- Canada : 1,555 million de téléspectateurs[50] (première diffusion + différé 7 jours)
- France : 2,88 millions de téléspectateurs[48] (première diffusion)

- Celia Weston (Lady Ambrosia)
- Margarita Levieva (Gina Zanetakos)
- Leslie Jones (la femme bavarde)
- Clark Middleton (Glen Carter)
- Neal Huff (George Linley)
- Mark Blum (Noah Schuster)
- Maria Dizzia (Jeanne Linley)
- Teddy Coluca (Brimley)
- Bazzel Baz (Baz)
- Jelena Stupljanin (Vasilia Patinka)
- Gabriel Ebert (Theo)
- Hays Wellford (Ethan Linley)

Ethan, un enfant autiste présumé mort noyé depuis quatre ans, refait son apparition dans un magasin. Red met Liz sur l'affaire et lui parle du conte de Lady Ambroisie, femme qui rassemble les enfants non désirés et les fait disparaître. Liz soupçonne les parents d'être mêlés à la mise en scène. Les parents d'Ethan ont consulté Noah Schuster, employé d'une agence d'adoption qui collabore avec une femme connue sous le pseudonyme de Lady Ambroisie afin de les enlever et les tuer par euthanasie à leurs douze ans en leur faisant croire qu'ils se transformeront en papillons. Liz parvient à trouver un moyen de communiquer avec Ethan afin d'obtenir sa confiance. Elle le prend momentanément en charge chez elle. Au même moment, avec l'aide de Glen, Red retrouve Vasilia Patinka, ancienne membre du KGB, afin d'obtenir des dossiers de la Glasnost, mais cette dernière refuse. Schuster, qui a découvert où se trouve Ethan, se rend chez Liz avec le fils de Lady Ambroisie, et également le sien, afin d'enlever l'enfant, mais les deux hommes sont stoppés par Baz, le garde du corps affilié à Red attaché à la sécurité de Liz, qui parvient à neutraliser Schuster alors que l'autre homme prend la fuite. Schuster est emmené par Red pour être questionné. L'interrogatoire musclé de Schuster par Red et le dessin d'Ethan représentant un puits de papillons permettent de localiser la cache de Lady Ambroisie. Red s'y rend afin de récupérer Anya, qui s'avère être la fille sourde et muette de Patinka, avant de fuir avec Dembe au moment où une équipe d'agents fédéraux débarque. Le fils de Lady Ambroisie, écœuré par sa mère, la tue en la jetant du puits avant de se suicider.
Red rend Anya à sa mère, qui lui remet un dossier sur Katarina Rostova. En voulant comprendre l'intérêt de Red pour cette affaire, Liz lui demande des informations sur sa mère. Red lui révèle que son père l'a soustraite de sa mère quand elle était enfant, ce qui entraînera une dispute entre ses parents la nuit de l'incendie, au cours duquel Liz avait tiré accidentellement sur son père. Deux mois après, sa mère a disparu dans l'océan. Red se demande s'il n'aurait pas dû s'occuper de Liz lui-même et ne veut pas qu'elle ait le même regret avec son propre enfant, mais l'opinion de Liz est faite à propos de l'adoption, bien que Tom ne partage pas cet avis.

### Épisode 15:Drexel
- États-Unis /  Canada : 18 février 2016 sur NBC / Global
- Belgique : 16 août 2016 sur RTL-TVI[43]
- France : 24 août 2016 sur TF1
- Suisse : 26 août 2017 sur RTS Deux

- États-Unis : 6,02 millions de téléspectateurs[51] (première diffusion)
- Canada : 1,481 million de téléspectateurs[52] (première diffusion + différé 7 jours)
- France : 3,57 millions de téléspectateurs[53] (première diffusion)

- Daniel London (Drexel)
- Chris Chalk (John Addison)
- John Cariani (Aaron Mulgrew)
- Piter Marek (Nick)
- Samantha Soule (Rachel Hobbs)
- Ray Proscia (Geert Klerken)

Randy Brenner, fondateur d'une start-up, est retrouvé assassiné chez lui. Red, sachant que le crime est commis par un certain Drexel, qui a annoncé son forfait via une affiche d'une exposition d'art clanedestin, part à sa trace. Au même moment, Liz, sans nouvelle de Tom, reçoit un appel de son ex, le docteur Nik. Ce dernier, travaillant au service de Reddington dans son équipe médicale, la prévient que Tom est hospitalisé dans un état grave et que la police attend de l'interroger au sujet du casse dans la bijouterie. Red remonte la piste de Drexel jusqu'à une certaine Rachel Hobbs, une journaliste connue sous le pseudonyme de Rimona devant interviewer Drexel, tandis que l'unité spéciale du FBI examine la scène de crime. Ressler découvre que la photo de Brenner a été prise par sa webcam. L'équipe apprend que Drexel a utilisé "RAT", cheval de Troie à distance créé par la NSA, pour observer sa victime. Tom, qui a survécu à ses blessures, est interrogé par des inspecteurs qui lui présentent Klerken, responsable de la sécurité de la bijouterie, afin d'être identifié, mais contre toute attente, ce dernier le protège et fait innocenter Tom. Avec Dembe, Reddington suit Hobbs vers son entretien avec Drexel. Red arrive à arrêter Drexel, qui lui révèle que Brenner a monté une entreprise vendant à ses clients des accès aux webcams piratés pour la surveillance non autorisée, et veut connaître l'identité de son ennemi, qui a embauché Drexel.

### Épisode 16:Le Gardien
- États-Unis /  Canada : 25 février 2016 sur NBC / Global
- Belgique : 16 août 2016 sur RTL-TVI[43]
- France : 24 août 2016 sur TF1
- Suisse : 1er septembre 2017 sur RTS Deux

- États-Unis : 5,97 millions de téléspectateurs[54] (première diffusion)
- Canada : 1,644 million de téléspectateurs[55] (première diffusion + différé 7 jours)
- France : 3,15 millions de téléspectateurs[53] (première diffusion)

- Reg E. Cathey (Le Gardien)
- Margarita Levieva (Gina Zanetakos)
- Deirdre Lovejoy (Cynthia Panabaker)
- Valarie Pettiford (Charlene Cooper)
- Nikki M. James (Rose)
- Paul Lazar (Hugo)
- Madison Arnold (Anton Velov)
- Ty Robinson (Justin)

Quand un fonctionnaire du département d'État américain est enlevé et assassiné à Pekin en représailles du meurtre d'un officiel chinois sur le sol américain, Red comprend que la divulgation de l'information est le fait d'un homme, connu sous le surnom du Gardien. Au même moment, Liz accepte la demande en mariage de Tom, ce qui contrarie Red, qui met l'unité spéciale sur la piste du Gardien, qui se sert d'un ancien système du service postal à tubes pneumatiques comme d'un service de livraison pour sa clientèle. Ce stratagème conduit le FBI sur la trace du Gardien dans un cimetière, où il garde les secrets de ses clients dans des cadavres. Arrêté, il révèle à Ressler et Navabi que sa fille Rose a été enlevée par des terroristes et qu'il doit dévoiler publiquement une information concernant une compagnie aérienne et l'Allemagne. Après de multiples pistes, qui débouchent sur une bombe déclenchée par des terroristes qui est désamorcée par Ressler, l'unité spéciale retrouve la trace de Rose et des autres ravisseurs. Il s'avère que Rose avait elle-même été enlevée par le Gardien lorsqu'elle était enfant et que, lorsqu'elle l'a découvert, elle est partie sur les traces de sa famille et a créé un stratagème pour se venger avec l'aide de Justin, un militaire qui se révèle être son frère.

### Épisode 17:Mr. Solomon1repartie
- États-Unis /  Canada : 7 avril 2016 sur NBC / Global
- Belgique : 16 août 2016 sur RTL-TVI[43]
- France : 24 août 2016 sur TF1
- Suisse : 2 septembre 2017 sur RTS Deux

- États-Unis : 6,42 millions de téléspectateurs[56] (première diffusion)
- Canada : 1,468 million de téléspectateurs[57] (première diffusion + différé 7 jours)
- France : 2,65 millions de téléspectateurs[53] (première diffusion)

- Margarita Levieva (Gina Zanetakos)
- Lance Henriksen (Bill McCrady, alias le Commandant)
- Edi Gathegi (Mathias Solomon)
- Tawny Cypress (Nez Rowan)

Mathias Solomon est parvenu à s'échapper de sa prison fédérale grâce à un mécène inconnu, qui l'a sauvé des hommes de la Cabale qui veut se débarrasser de lui. Liz et Tom ont décidé de se marier immédiatement malgré les objections de Reddington. Liz demande à Cooper d'officier au mariage et invite les autres membres de l'unité spéciale à y assister. Toutefois, Gina Zanetakos et le Commandant débarquent à l'appartement du couple et se préparent à tuer Tom mais, à la dernière minute, Zanetakos tue le Commandant à la place et part en avouant à Tom qu'elle reste attachée à lui et qu'elle est déçue. Tom avoue à Liz tout ce qui est arrivé, craignant que celle-ci ne change d'avis au sujet du mariage, mais elle réaffirme son amour pour lui. Auparavant, Red tente vainement de convaincre Liz de renoncer au mariage, ce qu'elle refuse catégoriquement en lui demandant de partir.

### Épisode 18:Mr. Solomon,2epartie
- États-Unis /  Canada : 14 avril 2016 sur NBC / Global
- Belgique : 23 août 2016 sur RTL-TVI[43]
- France : 31 août 2016 sur TF1
- Suisse : 15 septembre 2017 sur RTS Deux

- États-Unis : 6,74 millions de téléspectateurs[58] (première diffusion)
- Canada : 1,603 million de téléspectateurs[59] (première diffusion + différé 7 jours)
- France : 3,93 millions de téléspectateurs[60] (première diffusion)

- Edi Gathegi (Solomon)
- Susan Blommaert (Mr. Kaplan)
- Piter Marek (Nik Korpal)

Solomon poursuit sa quête incessante concernant Liz, qui a fui de l'église avec Tom en voiture. Solomon les traque grâce à un satellite et à un centre de contrôle qui cherche à les localiser. Après une intense course-poursuite, Liz est victime d'un accident de voiture et est blessée. Elle est emmenée avec Tom par Mr. Kaplan dans un endroit sûr après avoir échappé à Solomon, où son ex médecin, Nick, lui fait une césarienne en urgence pour sauver son bébé car la jeune femme a perdu les eaux. Mr. Kaplan reproche alors à Reddington de mettre en danger la vie de Liz et de son enfant. La césarienne est un succès, mais Liz refuse que Reddington voie l'enfant, qu'elle nomme Agnès, d'après sa grand-mère. Pendant ce temps, Cooper et l'unité spéciale tentent de remonter jusqu'au commanditaire de l'enlèvement de Liz grâce à une oreillette retrouvée dans l'église, et se rendent à une adresse trouvée par Aram : le lieu est vide mais ils y trouvent du matériel technologique très sophistiqué.

### Épisode 19:Cape May
- États-Unis /  Canada : 21 avril 2016 sur NBC / Global
- Belgique : 23 août 2016 sur RTL-TVI[43]
- France : 31 août 2016 sur TF1
- Suisse : 15 septembre 2017 sur RTS Deux

- États-Unis : 7,02 millions de téléspectateurs[61] (première diffusion)
- Canada : 1,542 million de téléspectateurs[62] (première diffusion + différé 7 jours)
- France : 3,41 millions de téléspectateurs[60] (première diffusion)

- Lotte Verbeek (Katarina Rostova)
- Piter Marek (Nik Korpal)
- Reathel Bean (Officier Duncan)
- George Bartenieff (l'homme de la plage)
- Evander Duck Jr. (le chauffeur de taxi)
- Norma Chu (Mama Lu Chang)

Terrifié, Nik explique à Reddington les dernières tentatives de sauver Liz et lui supplie de lui laisser la vie sauve. Plus tard, Reddington, désemparé et brisé, noie son chagrin dans une fumerie d'opium cachée dans un sous-sol. La propriétaire des lieux lui demande de sortir, car il est resté plusieurs jours. Red s'exécute péniblement, oubliant même son arme. Manquant d'être renversé par un taxi dans la rue, Reddington décide d'y monter et lui demande de l'emmener à Cape May, petite ville côtière dans le New Jersey. Il s'installe dans un hôtel laissé à l'abandon où il entre par effraction. En s'asseyant sur la plage, il remarque une jeune femme pleurant sur le sable après avoir enlevé son manteau et son médaillon. Cette dernière décide de se jeter dans l'océan. Reddington se précipite dans l'eau pour sauver la femme de la noyade. Il l'emmène dans l'hôtel et allume un feu afin qu'ils se réchauffent ensemble devant la cheminée.
Tandis que Reddington tente vainement de la questionner sur les paroles qu'elle a prononcées avant de s'endormir, la jeune femme le questionne. Il raconte ses sentiments envers Liz, sa mort et l'avenir d'Agnes. Un soir, un policier frappe à la porte de l'hôtel censé être fermé, Reddington le convainc qu'il est ami avec les propriétaires. Plus tard, tout en continuant sa conversation avec Red, la femme révèle que des gens sont après elle pour la tuer. Reddington fait équipe avec cette dernière pour l'aider, mais elle réessaye de se noyer et Reddington ne parvient pas à la sauver. En fait, Red découvre que l'histoire de cette femme est le fruit de son imagination sans doute aidé par les effets de l'opium, qui est son souvenir de Katarina Rostova.
- Seul James Spader, parmi la distribution principale, apparaît dans cet épisode. Ryan Eggold apparaît en flash-back (Megan Boone apparaît en flash-back dans les scènes issues de Mr. Solomon : Conclusion).
- À part le pilote La Liste (bien que Ranko Zamani est le no 52 de la liste noire de Reddington) et alors que la majorité des titres des épisodes sont le nom d'un criminel suivi de son rang numéroté dans la liste noire, Cape May est le premier épisode à ne pas afficher de numéro.

### Épisode 20:Le Réseau Artax
- États-Unis /  Canada : 28 avril 2016 sur NBC / Global
- Belgique : 23 août 2016 sur RTL-TVI[43]
- France : 31 août 2016 sur TF1
- Suisse : 22 septembre 2017 sur RTS Deux

- États-Unis : 6,70 millions de téléspectateurs[63] (première diffusion)
- Canada : 1,602 million de téléspectateurs[64] (première diffusion + différé 7 jours)
- France : 2,94 millions de téléspectateurs[60] (première diffusion)

- Brian Dennehy (Dom)
- Valarie Pettiford (Charlene Cooper)
- Kelly AuCoin (Benjamin Stadler)
- Deirdre Lovejoy (Cynthia Panabaker)
- Tawny Cypress (Nez Rowan)
- Famke Janssen (Susan Hargrave)

Harold Cooper, l'unité spéciale du FBI, Tom et M. Kaplan sont réunis pour l'enterrement de Liz et chacun réagit différemment au cours d'une émouvante cérémonie. Seul Reddington n'est pas présent : il se rend seul dans une maison isolée où vit Dom, le grand-père de Liz afin de faire amende honorable. Red annonce la triste nouvelle au vieil homme, tout en ajoutant qu'il est arrière-grand-père. Bien qu'il accueille sous son propre toit, Dom le tient pour responsable de la perte de sa fille et sa petite-fille à cause des choix qu'il a pris. Alors que Cooper veut faire la lumière sur la mort de la jeune femme, sa supérieure Cynthia Panabaker préfère savoir si Reddington va continuer à travailler avec le FBI. Aram trouve une piste en la personne de Benjamin Stadler, président du groupe « Energy Consortium », observé par les hommes qui ont traqué Liz. En allant rencontrer Stadler, Samar et Ressler tombent sur Nez Rowan, l'ex-employée de Solomon, désormais libre qui tente vainement d'enlever l'homme d'affaires avant de fuir. En voulant comprendre les raisons de la liberté de Rowan, Cooper apprend par Panabaker qu'une équipe spéciale s'occupe de cette affaire. Elle lui demande expressément son enquête. Ulcéré, Cooper fait appel à Tom. Ayant retrouvé la trace de Reddington, Aram se rend chez Dom et tente de le convaincre de revenir travailler avec le FBI en lui parlant de la dette que Red a envers lui. Toujours choqué, Reddington refuse. Mais Dom, ayant entendu la conversation, le convainc de les aider, car l'unité spéciale compte sur lui.
De retour au Bureau de poste, Aram trouve une vidéo de Stadler parlant avec une femme mystérieuse non identifiée alors qu'il a affirmé qu'il était resté dans sa chambre d'hôtel. Stadler a quitté le pays sans que Cooper ne puisse l'interroger. Grâce à Aram, l'unité spéciale découvre que les employeurs de Solomon utilisent un ancien réseau de satellites, le Réseau Artax, pour surveiller Liz à chaque étape. Alors que Ressler et Navabi ont trouvé la localisation d'un bâtiment de surveillance se servant du réseau, toutes les preuves sont détruites.
Bien que n'apparaissant pas dans cet épisode, Megan Boone est créditée au générique.

### Épisode 21:Susan Hargrave
- États-Unis /  Canada : 5 mai 2016 sur NBC / Global
- Belgique : 30 août 2016 sur RTL-TVI[43]
- France : 7 septembre 2016 sur TF1
- Suisse : 22 septembre 2017 sur RTS Deux

- États-Unis : 6,65 millions de téléspectateurs[66] (première diffusion)
- Canada : 1,482 million de téléspectateurs[67] (première diffusion + différé 7 jours)
- France : 3,59 millions de téléspectateurs[68] (première diffusion)

- Famke Janssen (Susan Hargrave)
- Christine Lahti (Lauren Hitchin)
- Tawny Cypress (Nez Rowan)
- Kelly AuCoin (Benjamin Stalder)
- Benito Martinez (le sénateur Diaz)

Après la visite de Reddington à son appartement, Aram annonce à l'unité spéciale qu'il a identifié la femme ayant parlé à Stadler : il s'agit de Susan « Scottie » Hargrave, à la tête avec son mari d'une entreprise paramilitaire privée, Halcyon. Après avoir décimé des mercenaires de Halycon dans le but de rencontrer Hargrave, qui ignore la menace, Reddington demande à Lauren Hitchin d'obtenir un rendez-vous avec un intermédiaire de l'agence afin de le tuer pour attirer, vainement, l'attention de Hargrave. L'unité du FBI ayant remonté jusqu'à un client de Halcyon, Cooper, ne pouvant rien faire, demande à Reddington de se rendre chez lui et demande au client de connaître l'accord passé avec l'agence de Hargrave, qui consiste à faire exploser des containers remplis de barils de pétrole afin d'éliminer une concurrence déloyale. L'unité spéciale parvient à faire échouer l'opération, compromettant les affaires de Hargrave, qui se décide à rencontrer Red dans un aéroport.
- Megan Boone n'apparait pas dans cet épisode, mais est créditée au générique.
- Première apparition du sénateur Diaz (Benito Martinez) qui réapparaîtra dans un épisode de la quatrième saison et de manière récurrente dans la sixième saison.

### Épisode 22:Alexander Kirk,1repartie
- États-Unis /  Canada : 12 mai 2016 sur NBC / Global
- Belgique : 30 août 2016 sur RTL-TVI[43]
- France : 7 septembre 2016 sur TF1
- Suisse : 29 septembre 2017 sur RTS Deux

- États-Unis : 6,62 millions de téléspectateurs[69] (première diffusion)
- Canada : 1,571 million de téléspectateurs[70] (première diffusion + différé 7 jours)
- France : 3,19 millions de téléspectateurs[68] (première diffusion)

- Famke Janssen (Susan « Scottie » Hargrave)
- Edi Gathegi (Mathias Solomon)
- Ulrich Thomsen (Alexander Kirk)
- Tawny Cypress (Nez Rowan)
- Benito Martinez (le sénateur Diaz)

Tom se rend dans l'appartement de Liz, où se trouve Reddington : le premier exige des explications tandis que le second explique qu'Hargrave a été engagée par Kirk pour enlever Liz. Voulant venger son épouse, Tom veut participer à l'opération pour retrouver les responsables. D'abord réticent, Red accepte. À l'hôpital où se trouve Agnes, Tom a la surprise de voir Hargrave, tenant le bébé dans ses bras, qui lui propose de travailler ensemble pour arrêter Kirk. Tom est emmené par Solomon, qui travaille avec Hargrave, dans une base secrète d'Halycon où se trouvent l'unité spéciale et l'équipe d'Hargrave. Afin de faire sortir Kirk de sa retraite, Scottie met un plan sur pied : voler l'argent de Kirk qui sert à financer la campagne électorale du sénateur Diaz, qui est pressenti pour se présenter à la Présidence, en simulant une attaque de banque orchestrée par Rowan, Solomon et Tom, afin d'accéder aux informations de l'établissement. Mais un scan rétinien est nécessaire pour que l'opération fonctionne.

### Épisode 23:Alexander Kirk,2epartie
- États-Unis /  Canada : 19 mai 2016 sur NBC / Global
- Belgique : 30 août 2016 sur RTL-TVI[43]
- France : 7 septembre 2016 sur TF1
- Suisse : 29 septembre 2017 sur RTS Deux

- États-Unis : 6,88 millions de téléspectateurs[71] (première diffusion)
- Canada : 1,58 million de téléspectateurs[72] (première diffusion + différé 7 jours)
- France : 2,62 millions de téléspectateurs[68] (première diffusion)

- Ulrich Thomsen (Alexander Kirk)
- Susan Blommaert (Mr. Kaplan)
- Benito Martinez (le sénateur Robert Diaz)
- Kelly AuCoin (Benjamin Stadler)
- Piter Marek (Nik Korpal)
- Raoul Trujillo (le tueur / Mato)

Diaz organise sa conférence de presse en chargeant Kirk d'un crime fédéral, ce qui est un piège de Red pour l'attirer, mais Kirk ne s'y rend pas. Pour faire sortir son ennemi de sa tanière, Red prévoit de voler du carburant volé à la Syrie mis dans un camion citerne. Tandis que Tom échange la cargaison contre un carburant de contrebande, Ressler et Navabi arrêtent le chauffeur du camion. Acculé, Kirk décide de se rendre à sa convocation, tout en espérant que ses amis haut placé pourront l'aider. Reddington annonce à Cooper qu'il va quitter l'unité spéciale après avoir tué Kirk, tout en faisant l'éloge de l'équipe tout entière. Stadler engage un tueur afin de tuer Tom et d'enlever Agnes. Mr. Kaplan garde un œil sur Tom et Agnes tant que Kirk veut les retrouver. Le jeune papa et sa fille parviennent à échapper à la vigilance de Kaplan et à s'enfuir dans un aéroport pour se rendre à Cuba pour entrer dans la clandestinité. Red se rend dans un immeuble situé en face du Palais de Justice et place un fusil vers la fenêtre en attendant Kirk. Stadler prévient Kirk que Tom et Agnes ont fui à Baracoa. Ressler tente d'empêcher Red de commettre l'irréparable, jusqu'à ce que Red remarque la limousine de Kirk et en voit sortir un autre homme que lui, renonçant à son plan.
Red demande à Aram pour savoir où se trouve Kirk, qui lui apprend qu'il est arrivé à Washington et reparti vite vers Cuba grâce à un ami de longue date de Red, Omar. Voulant savoir pourquoi Omar l'a trahi, Red apprend par ce dernier qu'il pensait que c'était à la demande de Kaplan. Atterré, Red exige de Kaplan des explications. Elle lui dit qu'il aurait pas été en mesure de protéger Agnes, préférant envoyer Tom et le bébé dans un lieu sûr. Mais Reddington lui révèle que Kirk sait où Tom et Agnes se trouvent. Choquée, Kaplan va révéler que ce n'est pas juste Tom et le bébé qui se trouvent à Cuba. En effet, Tom se rend dans une maison avec Agnes où il retrouve Liz, qui se trouve être toujours vivante. Dans un avion les emmenant à Baracoa, Kaplan explique à Red comment elle a simulé la mort de Liz après avoir vu la jeune femme terrorisée pour son bébé, puis comment elle a fait part de son plan à Liz, tandis que Nik l'aide à organiser sa fausse mort.

## Audiences

### Aux États-Unis
Cette saison a été suivie en moyenne par 11,19 millions de téléspectateurs.
| N° d'épisode | Titre original                      | Date de diffusion originale | Taux sur les 18-49 ans (en %) | Taux sur les 18-49 ans (en %) | Taux sur les 18-49 ans (en %) | Audience (en millions de téléspectateurs) | Audience (en millions de téléspectateurs) | Audience (en millions de téléspectateurs) |
| N° d'épisode | Titre original                      | Date de diffusion originale | TV                            | DVR                           | Total                         | TV                                        | DVR                                       | Total                                     |
| ------------ | ----------------------------------- | --------------------------- | ----------------------------- | ----------------------------- | ----------------------------- | ----------------------------------------- | ----------------------------------------- | ----------------------------------------- |
| 1            | The Troll Farmer (No. 38)           | 1er octobre 2015            | 1,8⁄6                         | 1,7                           | 3,5                           | 7,76                                      | 5,479                                     | 13,244                                    |
| 2            | Marvin Gerard (No. 80)              | 8 octobre 2015              | 1,5⁄5                         | 1,5                           | 3,0                           | 7,02                                      | 4,892                                     | 11,911                                    |
| 3            | Eli Matchett (No. 72)               | 15 octobre 2015             | 1,4⁄4                         | 1,6                           | 3,0                           | 6,93                                      | 5,049                                     | 11,978                                    |
| 4            | The Djinn (No. 43)                  | 22 octobre 2015             | 1,4⁄5                         | 1,5                           | 2,9                           | 6,68                                      | 5,157                                     | 11,836                                    |
| 5            | Arioch Cain (No. 50)                | 29 octobre 2015             | 1,5⁄5                         | 1,4                           | 2,9                           | 7,03                                      | 4,632                                     | 11,661                                    |
| 6            | Sir Crispin Crandall (No. 86)       | 5 novembre 2015             | 1,4⁄4                         | 1,5                           | 2,9                           | 6,44                                      | 5,018                                     | 11,454                                    |
| 7            | Zal Bin Hasaan (No. 31)             | 12 novembre 2015            | 1,5⁄5                         | 1,4                           | 2,9                           | 6,75                                      | 4,809                                     | 11,563                                    |
| 8            | Kings of the Highway (No. 108)      | 19 novembre 2015            | 1,5⁄5                         | 1,3                           | 2,8                           | 6,91                                      | 4,485                                     | 11,398                                    |
| 9            | The Director (No. 24)               | 7 janvier 2016              | 1,6⁄5                         | 1,4                           | 3,0                           | 7,52                                      | 4,601                                     | 12,123                                    |
| 10           | The Director (No. 24), Conclusion   | 14 janvier 2016             | 1,6⁄5                         | 1,4                           | 3,0                           | 7,47                                      | 4,880                                     | 12,352                                    |
| 11           | Mr. Gregory Devry (No. 95)          | 21 janvier 2016             | 1,6⁄5                         | 1,4                           | 3,0                           | 7,42                                      | 5,082                                     | 12,506                                    |
| 12           | The Vehm (No. 132)                  | 28 janvier 2016             | 1,6⁄5                         | 1,4                           | 3,0                           | 7,16                                      | 4,579                                     | 11,743                                    |
| 13           | Alistair Pitt (No. 103)             | 4 février 2016              | 1,5⁄5                         | 1,4                           | 2,9                           | 6,49                                      | 4,846                                     | 11,375                                    |
| 14           | Lady Ambrosia (No. 77)              | 11 février 2016             | 1,4⁄4                         | 1,5                           | 2,9                           | 6,43                                      | 5,061                                     | 11,498                                    |
| 15           | Drexel (No. 113)                    | 18 février 2016             | 1,3⁄4                         | 1,4                           | 2,7                           | 6,02                                      | 4,985                                     | 11,008                                    |
| 16           | The Caretaker (No. 78)              | 25 février 2016             | 1,3⁄4                         | 1,3                           | 2,6                           | 5,97                                      | 4,613                                     | 10,565                                    |
| 17           | Mr. Solomon (No. 32)                | 7 avril 2016                | 1,2⁄4                         | 1,3                           | 2,5                           | 6,42                                      | 4,629                                     | 11,044                                    |
| 18           | Mr. Solomon (No. 32), Conclusion    | 14 avril 2016               | 1,4⁄5                         | 1,1                           | 2,5                           | 6,74                                      | 4,325                                     | 11,062                                    |
| 19           | Cape May                            | 21 avril 2016               | 1,3⁄4                         | 1,3                           | 2,6                           | 7,02                                      | 4,171                                     | 11,188                                    |
| 20           | The Artax Network (No. 41)          | 28 avril 2016               | 1,2⁄4                         | 1,3                           | 2,5                           | 6,70                                      | 4,502                                     | 11,206                                    |
| 21           | Susan Hargrave (No. 18)             | 5 mai 2016                  | 1,2⁄4                         | 1,4                           | 2,6                           | 6,65                                      | 4,493                                     | 11,144                                    |
| 22           | Alexander Kirk (No. 14)             | 12 mai 2016                 | 1,3⁄4                         | 1,2                           | 2,5                           | 6,62                                      | 4,284                                     | 10,900                                    |
| 23           | Alexander Kirk (No. 14), Conclusion | 19 mai 2016                 | 1,3⁄4                         | 1,2                           | 2,5                           | 6,88                                      | 4,446                                     | 11,323                                    |

Légende :
- Plus hauts chiffres d'audience
- Plus bas chiffres d'audience

### En France
Cette saison a été vue en moyenne par 3,16 millions de téléspectateurs.
| N° d'épisode | Date de diffusion         | Audience (en nombre de téléspectateurs) | Part d'audience (en %) |
| ------------ | ------------------------- | --------------------------------------- | ---------------------- |
| 1            | mercredi 13 juillet 2016  | 2 650 000                               | 21,9 %                 |
| 2            | mercredi 20 juillet 2016  | 3 630 000                               | 18,2 %                 |
| 3            | mercredi 20 juillet 2016  | 3 280 000                               | 17,4 %                 |
| 4            | mercredi 20 juillet 2016  | 2 870 000                               | 22,6 %                 |
| 5            | mercredi 27 juillet 2016  | 3 450 000                               | 17,7 %                 |
| 6            | mercredi 27 juillet 2016  | 3 070 000                               | 16,8 %                 |
| 7            | mercredi 27 juillet 2016  | 2 610 000                               | 20,4 %                 |
| 8            | mercredi 3 août 2016      | 3 680 000                               | 19,4 %                 |
| 9            | mercredi 3 août 2016      | 3 220 000                               | 18 %                   |
| 10           | mercredi 10 août 2016     | 3 420 000                               | 16,9 %                 |
| 11           | mercredi 10 août 2016     | 3 100 000                               | 16,7 %                 |
| 12           | mercredi 10 août 2016     | 2 530 000                               | 18,5 %                 |
| 13           | mercredi 17 août 2016     | 3 330 000                               | 17,3 %                 |
| 14           | mercredi 17 août 2016     | 2 880 000                               | 16,3 %                 |
| 15           | mercredi 24 août 2016     | 3 570 000                               | 18 %                   |
| 16           | mercredi 24 août 2016     | 3 150 000                               | 17,3 %                 |
| 17           | mercredi 24 août 2016     | 2 650 000                               | 21,6 %                 |
| 18           | mercredi 31 août 2016     | 3 930 000                               | 17,7 %                 |
| 19           | mercredi 31 août 2016     | 3 410 000                               | 17,4 %                 |
| 20           | mercredi 31 août 2016     | 2 940 000                               | 23,2 %                 |
| 21           | mercredi 7 septembre 2016 | 3 590 000                               | 15,9 %                 |
| 22           | mercredi 7 septembre 2016 | 3 190 000                               | 15,9 %                 |
| 23           | mercredi 7 septembre 2016 | 2 620 000                               | 20,6 %                 |

Légende :
- Plus hauts chiffres d'audience
- Plus bas chiffres d'audience